# Park City (Kansas)
Park City es una ciudad ubicada en el condado de Sedgwick en el estado estadounidense de Kansas. En el año 2010 tenía una población de 7297 habitantes y una densidad poblacional de 496,39 personas por km².

## Geografía
Park City se encuentra ubicada en las coordenadas 37°47′57″N 97°19′20″O / 37.79917, -97.32222 (37.799119, -97.322110).

## Demografía
Según la Oficina del Censo en 2000 los ingresos medios por hogar en la localidad eran de $42,794 y los ingresos medios por familia eran $46,225. Los hombres tenían unos ingresos medios de $35,931 frente a los $22,104 para las mujeres. La renta per cápita para la localidad era de $17,539. Alrededor del 5.5% de la población estaban por debajo del umbral de pobreza.